# De vergeten vallei
De vergeten vallei is het vierennegentigste stripverhaal uit de reeks van Suske en Wiske. Het is een kort verhaal dat is geschreven door Willy Vandersteen en getekend door Paul Geerts. 
Het verhaal werd geschreven voor het Vakantieboek van 1974, waarin het voor het eerst verscheen samen met De ring van Ingelein, een kort Jerom-verhaal. De vergeten vallei verscheen in 1982 in de Vierkleurenreeks, als dubbelalbum samen met Toffe Tiko. Dit dubbelalbum  kreeg nummer 191.

## Locaties
- De Ardennen

## Personages
- Suske, Wiske, tante Sidonia, Lambik, Jerom, graaf Abatwoir en zijn zoon Colmarin, Dokus (geitenhoeder), Zwartstaart en andere sprekende herten

## Het verhaal
De vrienden zijn op vakantie in de Ardennen en vinden een middeleeuwse helm. Lambik gaat samen met Suske en Wiske verder op zoek in een grot, maar ze raken bedwelmd door een nevel en komen ergens anders weer buiten. Een sprekende hinde redt Lambik uit het water en de vrienden komen dan bij een kasteel. Ze zien een jachtstoet en Suske en Wiske verstoppen een gewond hertje voor graaf Abatwoir. Ze vragen Dokus hoe het kan dat de dieren in de vallei kunnen spreken en hij vertelt over een goede fee die de herten beschermde. De fee weigerde te trouwen met graaf Abatwoir. De graaf verkocht daarop zijn ziel aan een boze woudgeest, in ruil voor een gouden pijl die nooit zijn doel mist. De fee gaf de herten het spraakvermogen, zodat mensen hen konden waarschuwen voor de jagers. De graaf zal zijn ziel pas terugkrijgen als de pijl zijn doel mist.
Wiske vertelt Dokus dat ze uit het jaar 1989 komen, maar ze wordt kort daarna meegenomen door een jager van graaf Abatwoir. De graaf wil weten waar het hertje verborgen is, maar zijn zoon vraagt om Wiske uitstel te geven. Hij zingt een ballade en Wiske vertelt hem waar het hertje verstopt is. Colmarin blijkt Wiske in de val te hebben gelokt, maar dan komt Suske in het kasteel en redt Wiske. Ze zijn in de minderheid, maar kunnen ontsnappen als Lambik ook in het kasteel aankomt. Suske en Wiske worden in het nauw gedreven door de graaf en het jonge hertje gaat naar zijn ouders om om hulp te vragen. Als de vader van het hertje de vrienden te hulp wil komen, wordt hij tegengehouden door Zwartstaart. Suske en Wiske gaan met het hert op zoek naar Jerom, die op dat moment Lambik uit het kasteel redt.
Zwartstaart gaat opnieuw het gevecht met de hertenvader aan en verliest. Hij mag vertrekken van het andere hert, maar dan wil graaf Abatwoir Wiske neerschieten. Zwartstaart offert zich op door de pijl op te vangen, waarna hij sterft. Graaf Abatwoir richt op het andere hert, maar wordt verblind door een licht als hij de pijl afschiet. Hierdoor mist de pijl zijn doel en de graaf vlucht weg, maar wordt nog teruggepakt door Lambik en Jerom. Het blijkt dat Wiske een spiegel in het gewei van het hert heeft verstopt. 
De vrienden gaan terug in de grot en kruipen opnieuw door de nevel. Ze worden door tante Sidonia gevonden, die hun verhaal niet gelooft. De grot is versperd met stenen. Als de vrienden aan de andere kant van de heuvel kijken, zien ze een historisch hertenpark met de naam "domein Abatwoir", waar men de ruïne van het kasteel kan bekijken.

## Achtergronden bij het verhaal
- De naam Abatwoir verwijst waarschijnlijk naar abattoir, een ander woord voor slachthuis.